# Harry Barton
Harry Barton (Filadelfia, 17 giugno 1876 – Greensboro, 9 maggio 1937) è stato un architetto statunitense; si trasferì a Greensboro nel 1912 e divenne un protagonista dell'architettura della città e dello Stato all'inizio del XX secolo, progettando numerosi edifici importanti e assumendo un ruolo attivo nell'Istituto Americano degli Architetti della Carolina del Nord esercitando l'attività in Carolina del Nord.

## Biografia
Nato da Emma Goodwin e Edmund Barton, un imprenditore edile di Filadelfia, frequentò il Temple College e conseguì la laurea in architettura presso l'Università George Washington, per poi approfondire gli studi presso il Beaux-Arts Institute of Design. Ha esercitato la professione a Filadelfia e a Washington, dove per un decennio ha lavorato per l'Ufficio dell'Architetto Supervisore, Dipartimento del Tesoro degli Stati Uniti, progettando edifici federali principalmente nel Midwest.
Alcune delle sue opere sono elencate nel Registro Nazionale dei Luoghi Storici degli Stati Uniti (NRHP).

## Le opere
- Alamance County Courthouse, Elm e Main Street., Graham, Carolina del Nord (Barton, Harry), Inserita nell'elenco NRHP
- Alleghany County Courthouse, Main e Whitehead Street., Sparta, Carolina del Nord (Barton, Harry), Inserita nell'elenco NRHP
- Chiesa presbiteriana e cimitero di Buffalo, 800 e 803 Sedicesima Strada., Greensboro, Carolina del Nord (Barton, Harry), Inserita nell'elenco NRHP
- Palazzo di Giustizia della Contea di Cumberland, Franklin, Gillespie e Russell Street., Fayetteville, Carolina del Nord (Barton, Harry), Inserita nell'elenco NRHP
- Casa di John Marion Galloway, 1007 N. Elm St., Greensboro, Carolina del Nord (Barton, Harry M.), Inserita nell'elenco NRHP
- Palazzo di Giustizia della Contea di Guilford, Market St., Greensboro, Carolina del Nord (Barton, Harry), Inserita nell'elenco NRHP
- Palazzo di Giustizia della Contea di Johnston, Martin e 2ª Strada, Smithfield, Carolina del Nord (Barton, Harry), Inserita nell'elenco NRHP
- Residenza di Sigmund Sternberger, 712 Summit Ave., Greensboro, Carolina del Nord (Barton, Harry), Inserita nell'elenco NRHP
- Palazzo di Giustizia della Contea di Surry, N. Main St. tra School e Kapp St., Dobson, Carolina del Nord (Barton, Harry), Inserita nell'elenco NRHP
- Stadio del Memoriale della Guerra Mondiale, (1926), 510 Yanceyville St., Greensboro, Carolina del Nord (Barton, Harry), Inserita nell'elenco NRHP
- Una o più opere in College Hill Historic District, confinante con W. Market St., S. Cedar St., Oakland Ave. e McIver St.), (Inserita nell'elenco NRHP
- Una o più opere in Fayetteville Downtown Historic District, all'incirca lungo Hay, Person, Green, Gillespie, Bow, Old, W. Russell e Cool Spring Sts, Fayetteville, Carolina del Nord (Barton, Harry), Inserita nell'elenco NRHP
- Una o più opere in North Third Avenue Historic District, confinante con N. Second Ave., E. Fourth St., N. Third Ave. e E. Third St., Siler City, Carolina del Nord (Barton, Harry), Inserita nell'elenco NRHP
- Una o più opere in Palmer Memorial Institute Historic District, lungo la US 70 a ovest dell'incrocio con NC 3056, Sedalia, Carolina del Nord (Barton, Harry), Inserita nell'elenco NRHP
- Una o più opere in Summit Avenue Historic District, delimitato all'incirca dalle vie Chestnut, E. Bessemer, Cypress, Dewey, Park e Percy. Greensboro, Carolina del Nord (Barton, Harry), Inserita nell'elenco NRHP
- Una o più opere in Trinity Historic District, delimitata all'incirca da Green, Duke, Morgan e W. Main Sts. e Markham Ave. e Clarendon St. Durham, Carolina del Nord (Barton, Harry), Inserita nell'elenco NRHP

## Galleria delle opere

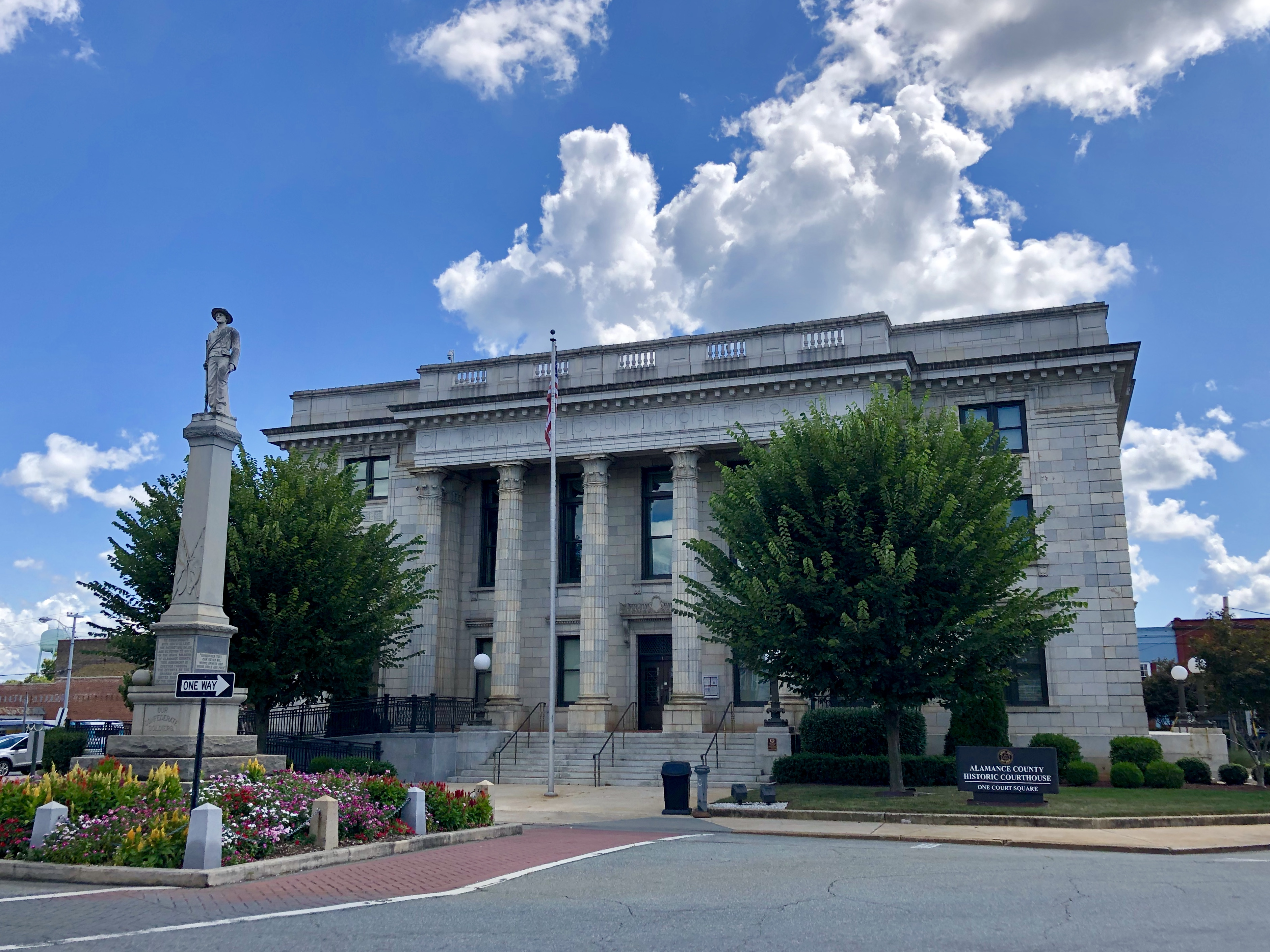
Palazzo di Giustizia della Contea di Alamance e Monumento Confederato
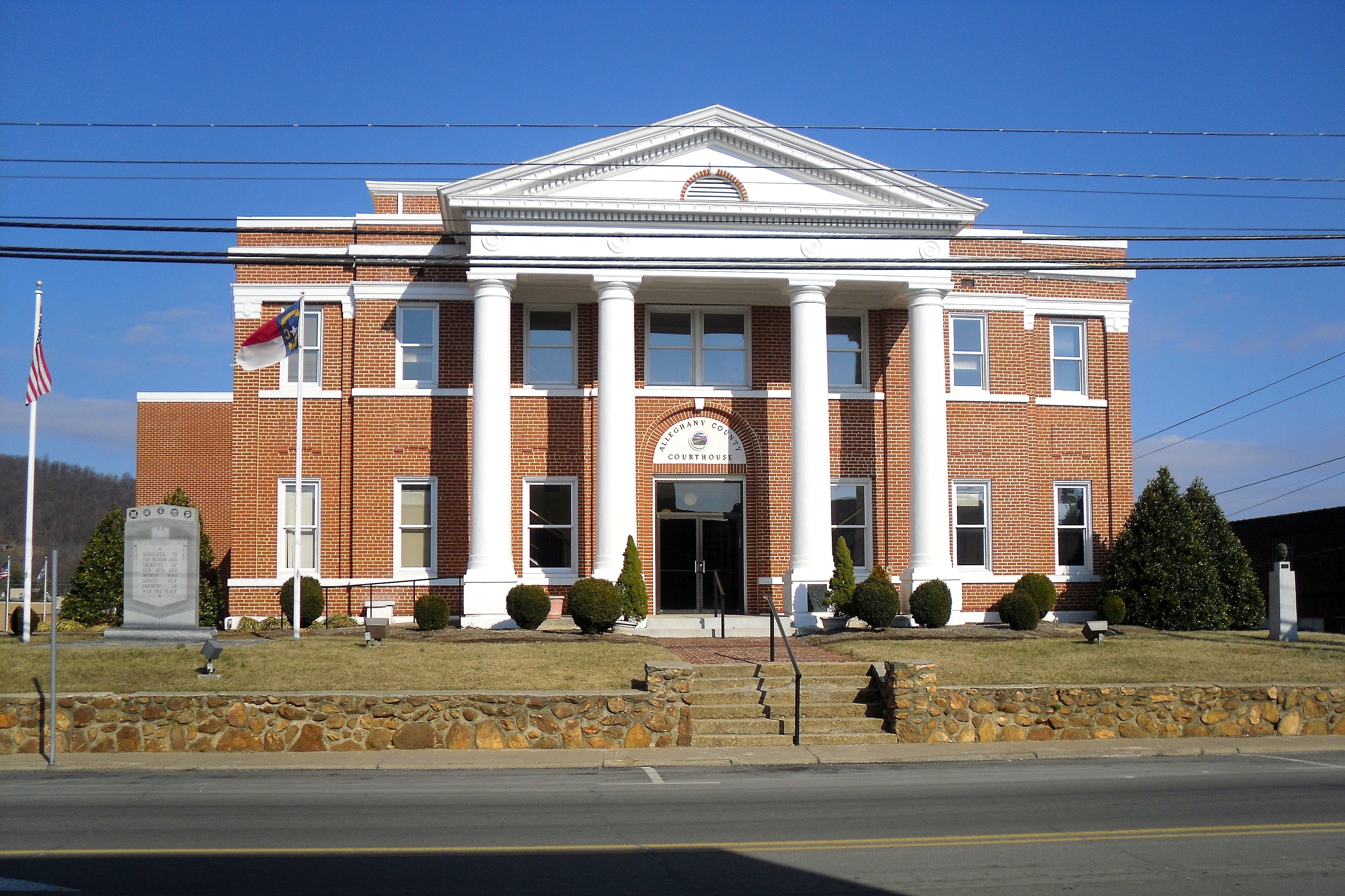
Palazzo di giustizia della Contea di Alleghany (Carolina del Nord)
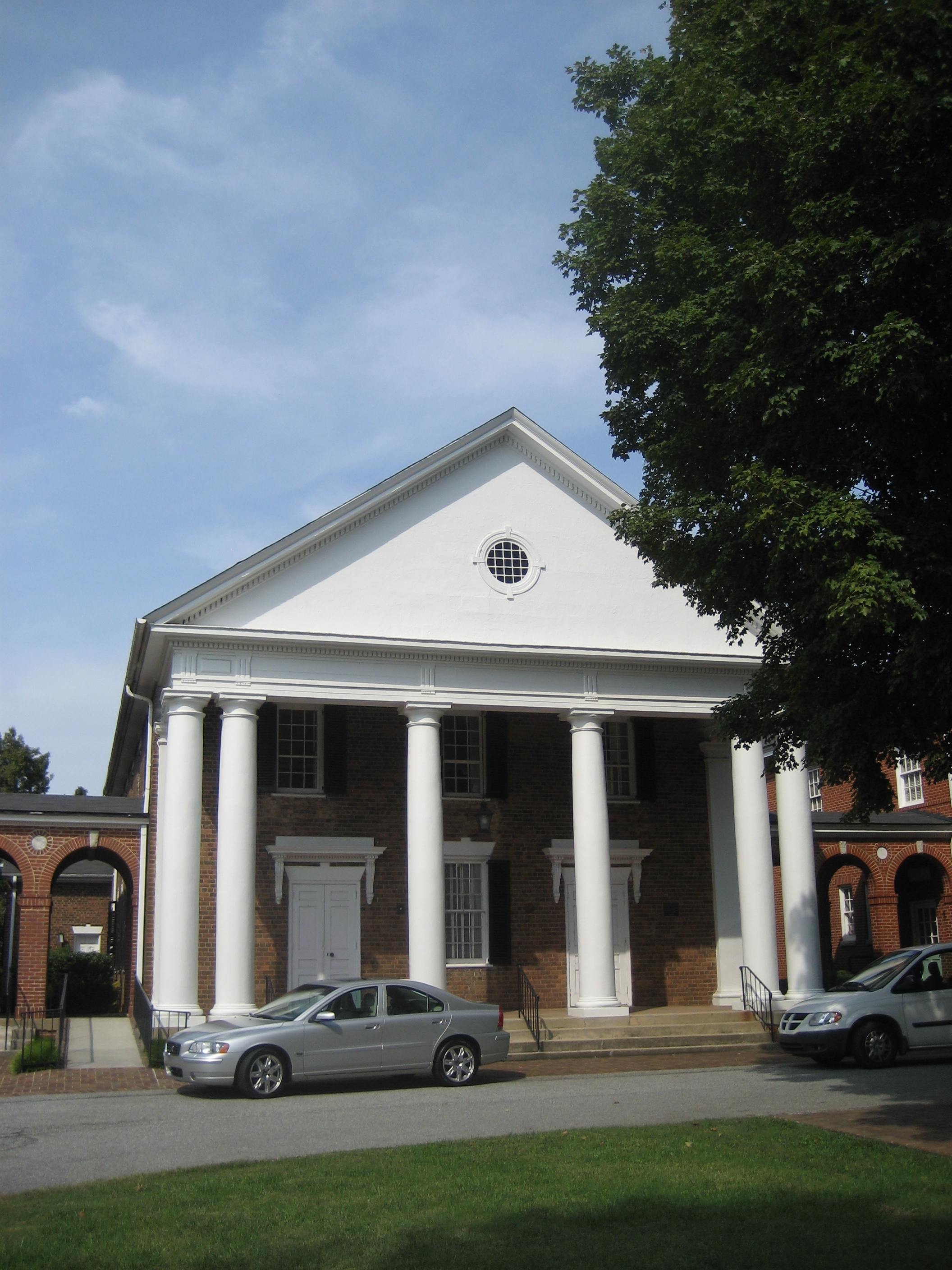
Chiesa e cimitero Presbiteriano di Buffalo
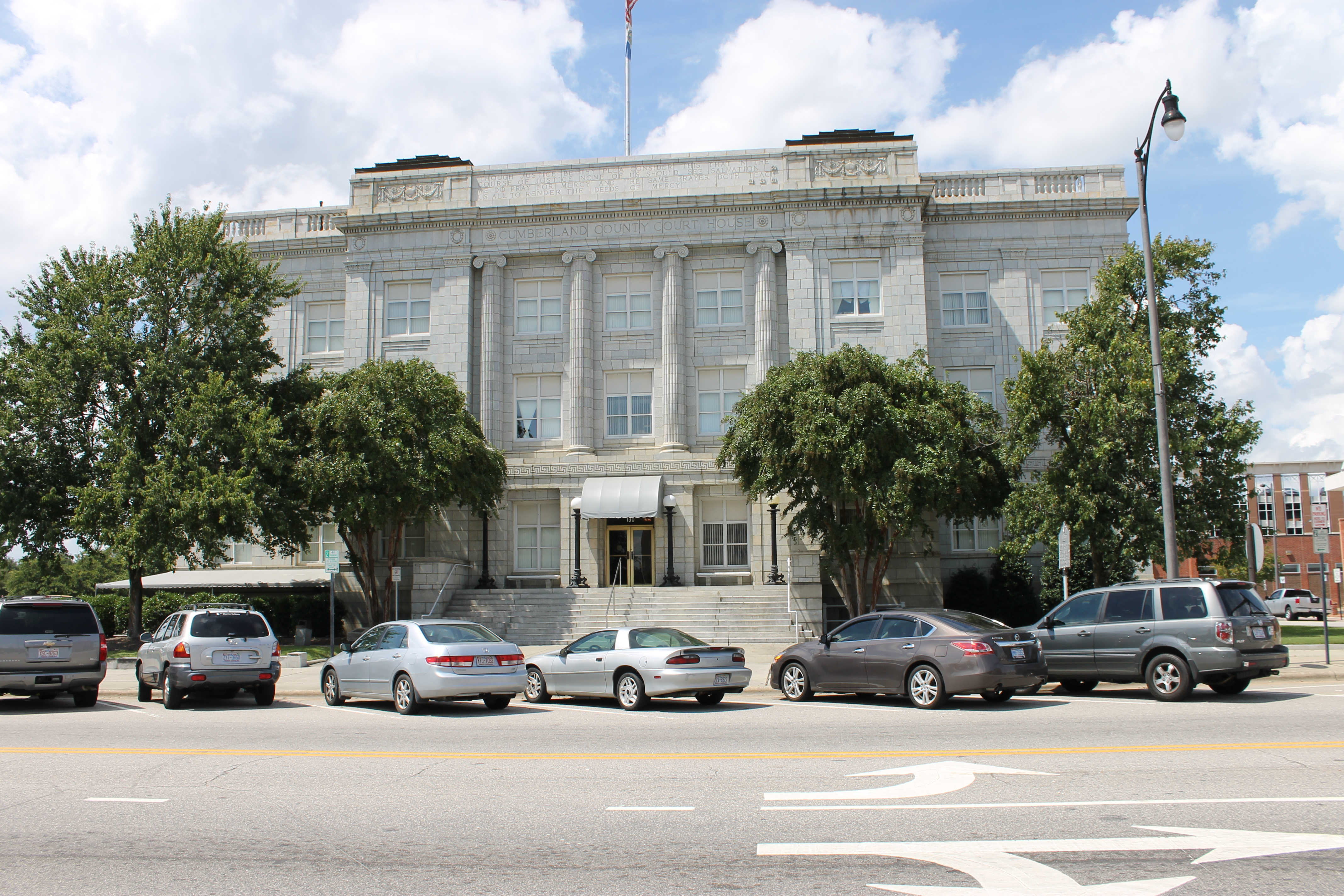
Vecchio palazzo di giustizia della Contea di Cumberland
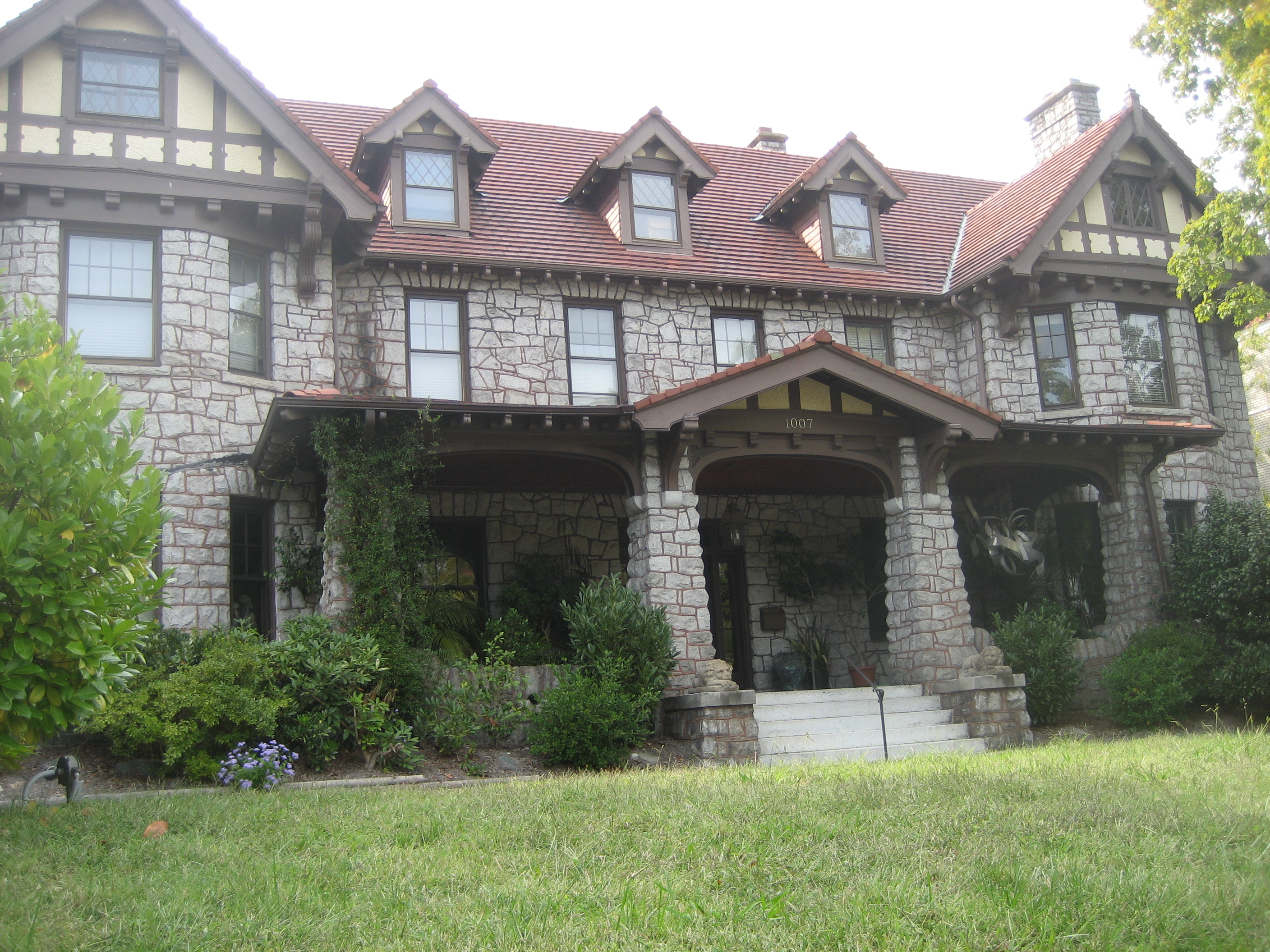
Casa Galloway, settembre 2012
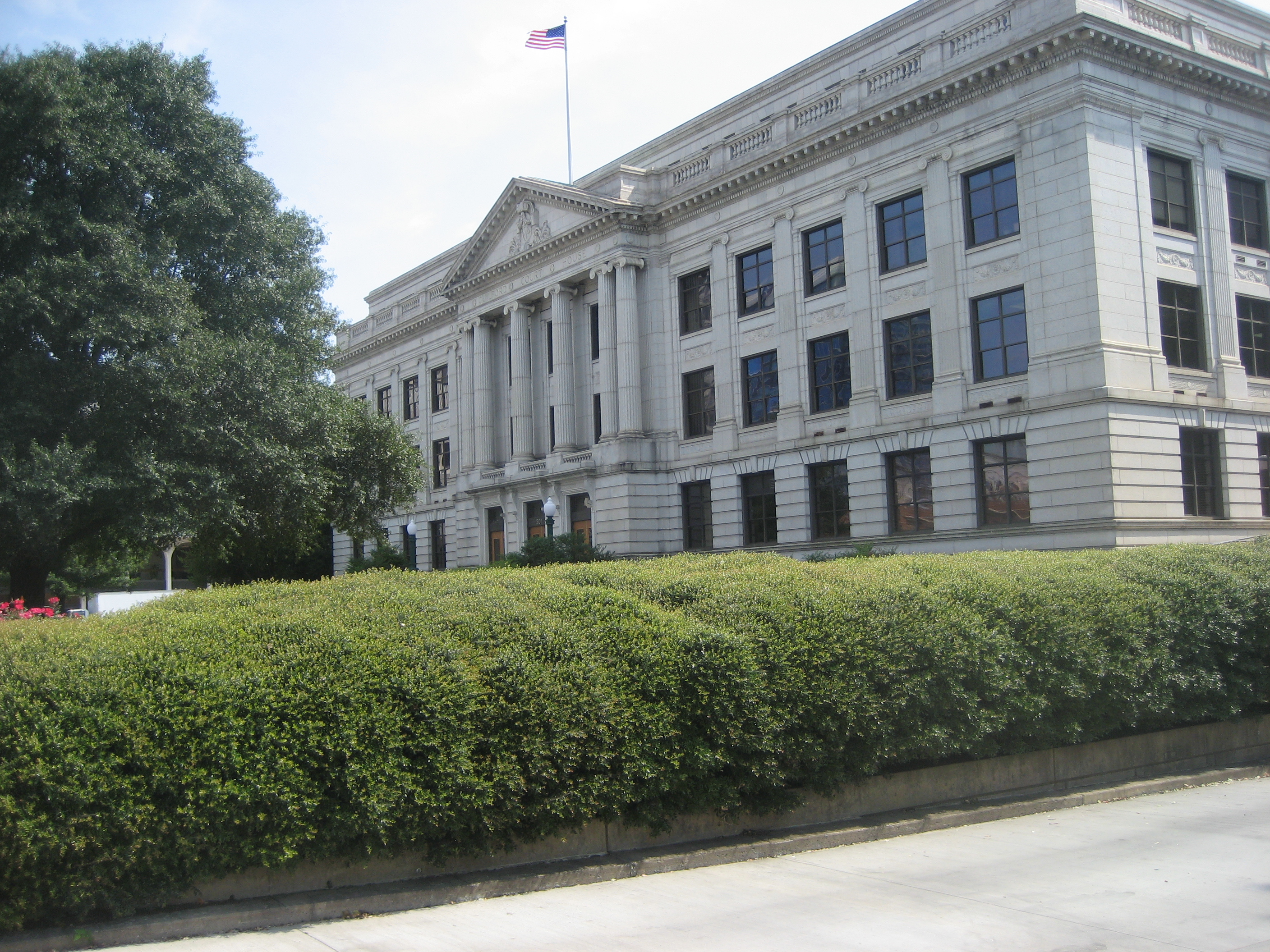
Palazzo di giustizia della Contea di Guilford, settembre 2012
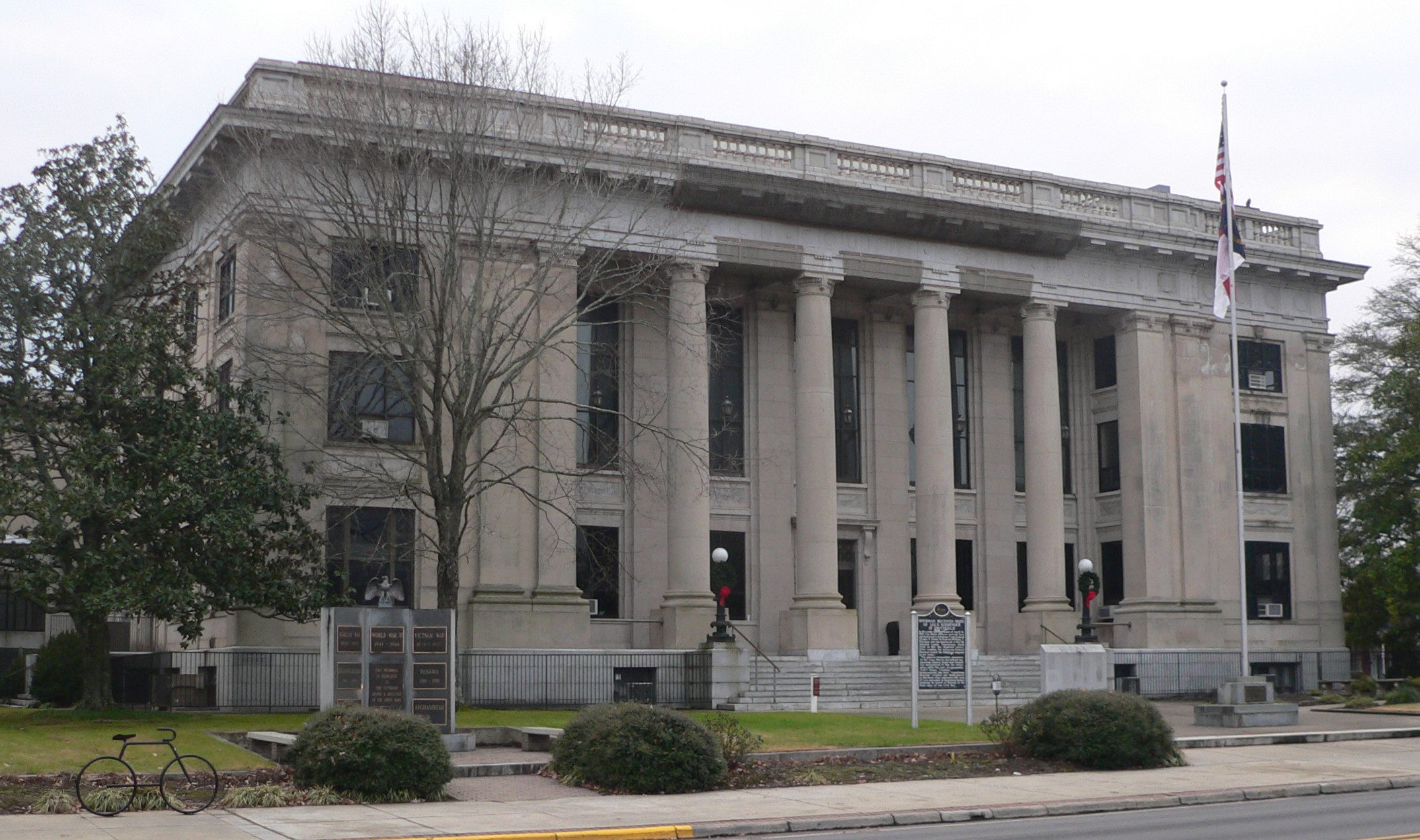
Il palazzo di giustizia della Contea di Johnston
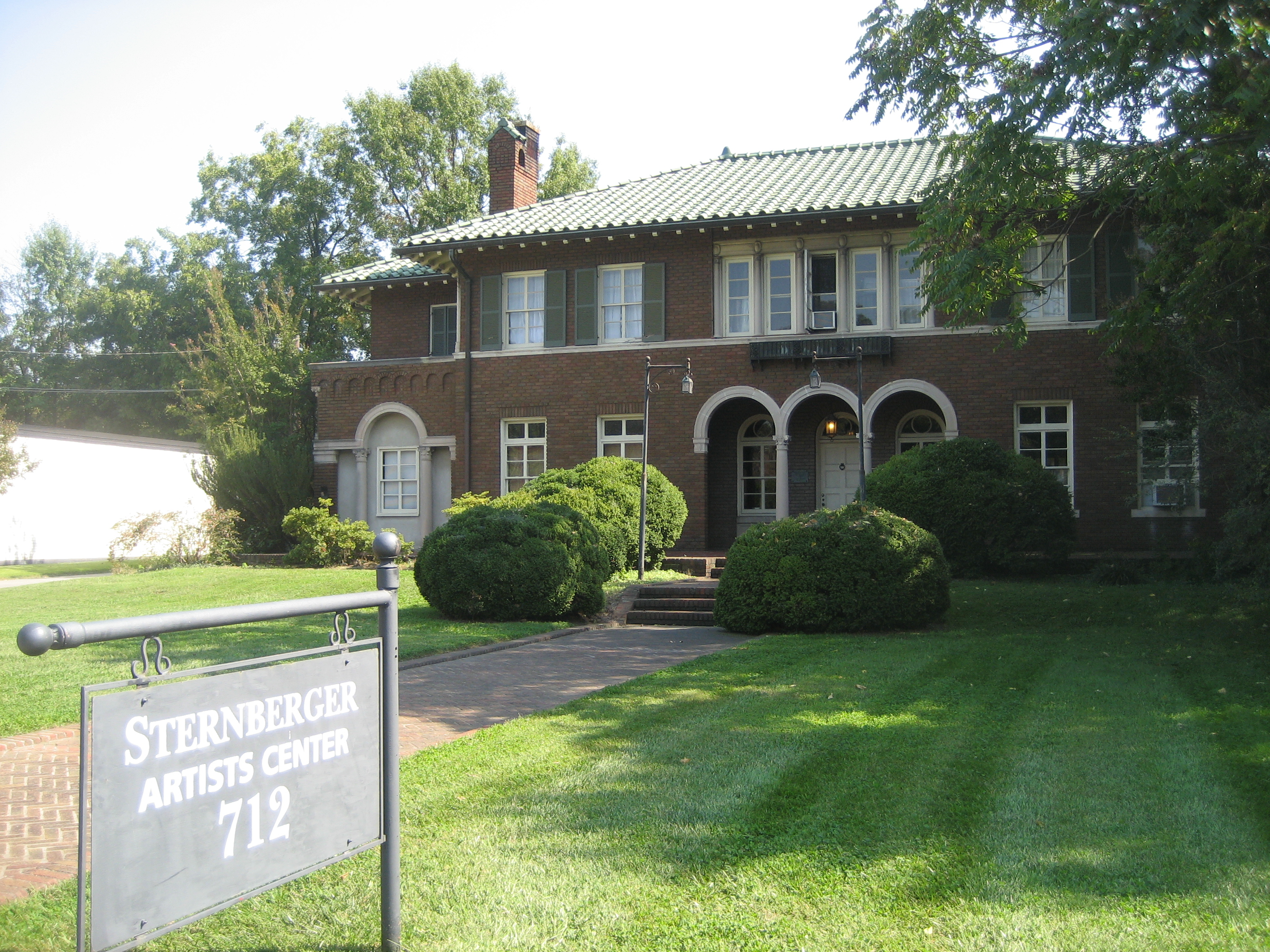
Sede del Centro Artisti Sternberger